# إيفان ماك
إيفان ماك (بالإنجليزية: Evan Mack)‏ هو ملحن أمريكي، ولد في 3 يونيو 1981.